# Научная (станция метро)
«Научная» (укр. Наукова,  (слушать)о файле) — станция Харьковского метрополитена на Алексеевской линии. Расположена между станциями «Госпром» и «Ботанический сад». Находится на проспекте Науки.

## История и описание
Пущена в эксплуатацию 6 мая 1995 года. Проектное название — «Проспект Ленина». Названа «Научной» по причине большого количества учебных заведений и исследовательских институтов в районе выходов со станции.
До пуска второй очереди Алексеевской линии 21 августа 2004 года являлась конечной станцией, а также возле входа в метро располагалась конечная остановка троллейбусов (м-ты № 8, № 38), (№ 2 — Разворачивался на улице Данилевского). После открытия станций метро «Ботанический сад», «23 августа», «Алексеевская», «Победа» 2 маршрут продлен на Алексеевку, 8 и 38 маршруты отменены.
Станция колонного типа, мелкого заложения, имеет два вестибюля. Двухъярусная, балконы второго этажа поддерживаются колоннами. Балконы и колонны облицованы белым мрамором, путевые стены — коричневым.
«Научная» — одна из трёх станций харьковского метрополитена с двухъярусным залом (аналогично станциям «Университет» и «Победа»). Доступ на второй этаж из вестибюлей для работников метрополитена, на нём по обе стороны располагаются служебные помещения.